# Domínio de Obama

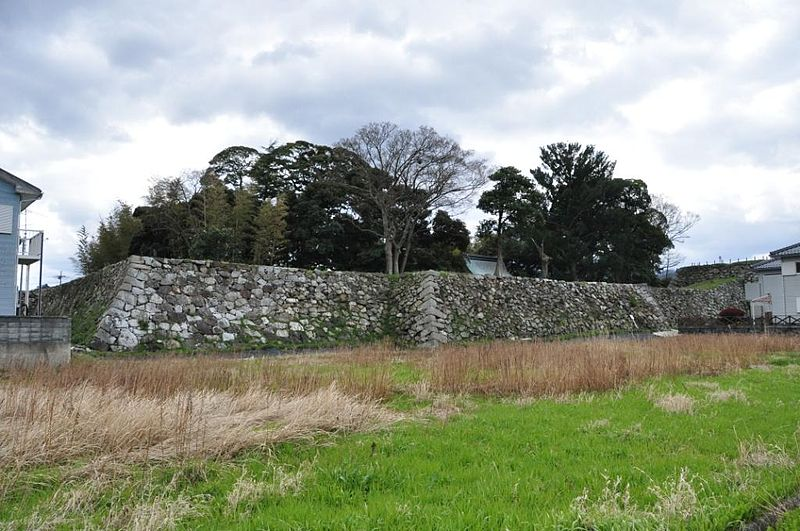
Ruínas do Castelo Obama

Domínio de Obama (小浜藩, Obama-han)  foi um han da Província de Wakasa (atual Fukui ), durante o período Edo da História do Japão. O domínio inicialmente foi governado pelo Clã Kyōgoku , em seguida pelo Clã Sakai .

## História
A capital do domínio de Obama era uma cidade portuária próspera durante a maior parte dos Séculos XV a XVII, embora gradualmente foi se tornando numa pacata cidade provincial no final do Período Edo. Ainda assim, foi um elo importante nas rotas marítimas internas entre Ezo e a costa do Mar do Japão, e desempenhou um papel significativo no desenvolvimento econômico no início do Período Edo.
No Período Sengoku , Obama foi controlada por uma sucessão de senhores, incluindo os membros do Clã Takeda, seguido por Niwa Nagashige, Asano Nagamasa, Kinoshita Katsutoshi e outros. Em 1600, Kinoshita não participou na batalha decisiva de Sekigahara, mas foi exilado de Obama, pois não tinha apoiado ativamente o lado vencedor . 

## Kyōgoku
Em 1600, Kyōgoku Takatsugu se estabeleceu em Obama  . Em parte, como recompensa por sua liderança durante o Cerco de Otsu, que ocorreu na mesma semana que a Batalha de Sekigahara, e apesar de Takatsugu não conseguir resistir no Castelo de Otsu; o resultado satisfatório em Sekigahara eliminou quaisquer consequências adversas de sua derrota. Durante a transferência de Takatsugu para Obama, o shogunato efetivamente reconheceu que o papel de Tadatsugu na vitória em Sekigahara era crítico. O cerco desviou a atenção do inimigo para longe das forças principais de Tokugawa. Em outras palavras, isto significa que os atacantes em Otsu não estavam disponíveis para aumentar as tropas anti-Tokugawa em Sekigahara . 
Em 1607, o filho de Tadatsugu,  Kyōgoku Tadataka se casou com a quarta filha do Shogun Hidetada. Dois anos depois, tornou-se daimyo quando seu pai morreu em 1609. Tadataka permaneceria em Obama até 1634; e, em seguida, o bafuku ordenou-lhe para ir para o Domínio de Matsue na Província de Izumo . 

## Sakai
Anteriormente Sakai Tadakatsu , do clã Sakai  vivia no  Domínio de Kawagoe na Província de Musashi, em seguida, tornou-se Senhor de Obama . Tadakatsu era um dos mais altos oficiais do xogunato, servindo no Roju, e mais tarde assumindo sua chefia, ou Tairo . Ele foi sucedido no domínio de seu quarto filho, Sakai Tadanao.
Tadanao distribuído partes de sua renda para criar novos domínios. Contribuiu com 10.000 koku para estabelecer o Domínio de Katsuyama na Província de Awa para o seu sobrinho em 1668, e com 10.000 koku para estabelecer o Domínio de Tsuruga na Província de Echizen para o seu filho em 1682. Depois mais de 3.000 koku foi dada ao seu quinto filho Sakai Tadane, o domínio foi reduzido para 103.500 koku .
Tadakatsu se empenhou para estabelecer a governança do domínio e para garantir a sua resistência e estabilidade. Implementou um sistema de tributação, e instalou magistrados da cidade ( Machi-Bugyo ) e governadores locais. No entanto, uma enchente devastou o domínio em 1735, que aumentou a fome. Os camponeses buscaram ajuda de seu senhor, mas seus gritos foram ouvidos por um longo tempo. Em 1770, houve a revolta camponesa dos Ikko-ikki. Foram feitos esforços para fortalecer as finanças do domínio e para aliviar o sofrimento dos camponeses, mas a fome atacou novamente várias décadas mais tarde, em 1836.
O duodécimo Daymio de Obama dos Sakai, Sakai Tadaaki, foi também Kyoto Shoshidai. Ele trabalhou com Ii Naosuke para efetuar a Purga Ansei , as ligações entre o Shogunato e a Corte Imperial, e a supressão da Rebelião de Mito. Em 1868, lutou com o Shogunato na Guerra Boshin; e apesar de derrotado, voltou a seu posto em Obama, com um novo nome Sakai Tadayoshi . Quando os han foram abolidos em 1869, tornou-se governador de Obama. 
Obama foi absorvido pela Província de Shiga, em 1876, e por Fukui em 1881.

## Lista de daimyō
O daimyo era o chefe hereditário do clã e chefe do domínio.
- -- Clã Kyōgoku, 1600-1634 (85.000 koku ) [1]

1. Kyōgoku Takatsugu [5] .
2. Kyōgoku Tadataka (1648-1720) [6].

- -- Clã Sakai, 1634-1870 (113.000 koku ) [1]

1. Sakai Tadakatsu
2. Sakai Tadanao
3. Sakai Tadataka
4. Sakai Tadasono
5. Sakai Tadashige
6. Sakai Tadaakira
7. Sakai Tadamochi
8. Sakai Tadayoshi
9. Sakai Tadatsura
10. Sakai Tadayuki
11. Sakai Tadayori
12. Sakai Tadaaki
13. Sakai Tadauji
14. Sakai Tadayoshi